# Rio Urubu Grande
Rio Urubu Grande är ett vattendrag i Brasilien.   Det ligger i delstaten Tocantins, i den centrala delen av landet, 600 km norr om huvudstaden Brasília.
Omgivningarna runt Rio Urubu Grande är huvudsakligen savann. Trakten runt Rio Urubu Grande är nära nog obefolkad, med mindre än två invånare per kvadratkilometer.